# Nhà thờ chính tòa Albacete
Nhà thờ chính tòa Albacete (Tiếng Tây Ban Nha: Catedral de San Juan de Albacete) là một nhà thờ chính tòa Công giáo Roma nằm ở Albacete, Tây Ban Nha. Nó được công nhận là Bien de Interés Cultural năm 1982.

## Lịch sử
Nhà thờ San Juan được xây dựng năm 1515 ở một nơi của dinh thư Mudéjar. Vào thời điểm đó, Albacete thuộc về Giáo phận Cartagena. Thế kỷ 16, các hầm kiến trúc Gothic cũ bị phá và xây lại theo kiến trúc Baroque. Năm 1936, trong cuộc nội chiến Tây Ban Nha các chuông của nó bị chảy ra và được thay thế cái hiện nay năm 1947.